# Kozarevets
Kozarevets (Bulgaars: Козаревец) is een dorp in het noordoosten van Bulgarije. Het is gelegen in de gemeente Ljaskovets in de oblast Veliko Tarnovo. Het dorp ligt hemelsbreed 16 km van de stad Veliko Tarnovo en 208 km ten noordoosten van de hoofdstad Sofia. 

## Bevolking
|  |

Alle 895 inwoners reageerden op de optionele volkstelling van februari 2011. Van deze 895 respondenten identificeerden 891 personen zichzelf als etnische Bulgaren (99,6%). De overige 4 respondenten waren ondefinieerbaar (0,4%).